# Alain Howiller
Pour les articles homonymes, voir Howiller.
Alain Howiller, né le 23 avril 1939 à Strasbourg (Bas-Rhin) où il est mort le 7 août 2022, est un journaliste français.

## Biographie
Alain Howiller est né le 23 avril 1939. Après une scolarité au Collège épiscopal Saint-Étienne, il a étudié à la Faculté de droit et de sciences économiques de Strasbourg (spécialité Droit civil) et à l’Institut français de contrôle et de gestion prévisionnelle. Il est diplômé de la section « Service public » de l’Institut d’études politiques de Strasbourg (1960)
Il effectue une première année de stage au Nouvel Alsacien en 1961, puis entre au quotidien Les Dernières Nouvelles d’Alsace comme journaliste stagiaire à la rédaction économique en 1962. Il y effectue l’ensemble de sa carrière comme chef de la rédaction économique (1968), directeur des Dernières Nouvelles d’Alsace dans le Haut-Rhin (1971) puis comme directeur-rédacteur en chef de 1979 à 2004, avant d’en devenir administrateur en 2005.
Il est administrateur de l’Agence France-Presse de 1986 à 2005. Il a été membre de l’assemblée permanente du Syndicat de la presse quotidienne régionale de 1978 à 2000, a présidé la commission des rédacteurs en chef du Groupement grands régionaux de 1994 à 2004, et a été administrateur du Centre universitaire d’enseignement supérieur de journalisme de Strasbourg (CUEJ) de 1986 à 2004.
Alain Howiller prend sa retraite en 2005, mais poursuit une carrière de journaliste, d’auteur et de conférencier, et continue d’exercer diverses responsabilités, comme président de la Fond’Action Alsace, président du Forum Européen de la Culture Régions Rhénanes, administrateur de l’Association des amis de l’Université de Strasbourg et président du conseil d’administration de l’Institut d’études politiques de Strasbourg. Par ailleurs, il tient jusqu’à son décès une rubrique régulière sur la vie politique, économique et sociale de l’Allemagne dans l’hebdomadaire L’Ami Hebdo.
Alain Howiller meurt à Strasbourg le 7 août 2022, à l’âge de 83 ans.

## Publications
- Mémoires de Midi ou les Mutations de l’Alsace 1960-1993, (Éditions Koufra Nuée bleue - 1993)
- Alsace 2001 - Nouveaux Défis sur le Rhin, (Éditions La Nuée bleue - 1998)
- Entre Le Coq et l’Aigle, géopolitique du Rhin, (Éditions La Nuée Bleue - 2000)
- L’Europe au cœur - Les engagements d’un journaliste alsacien , (Éditions La Nuée bleue - 2004)

### Co-auteur
- Souvenirs pour demain entretiens avec Marcel Rudloff, (Éditions La Nuée bleue - 1996)
- Alsace Vivante, sous la direction de Gérard Heintz, (Éditions Oberlin - 1999)

## Distinctions
- Chevalier de la Légion d’honneur, 2004[4],
- Chevalier dans l’Ordre national du Mérite, 1997[4],
- Officier des Palmes académiques, 2015[6],
- Ordre du Mérite de la République fédérale d’Allemagne, 2007[4].